# Мигунова, Екатерина Александровна
Екатерина Александровна Мигунова (в замужестве Левашова; 1912—1997) — советская лётчица, участница Великой Отечественной войны.

## Биография
Родилась 6 ноября 1912 года в Иркутске в семье генерала Мигунова Александра Борисовича.
Ещё будучи ученицей школы, посещала авиакружок.
Участница Великой Отечественной войны с октября 1941 года. Была заместителем начальника штаба 125-го гвардейского бомбардировочного авиационного полка и затем — начальником оперативной части полка. Вместе со своей подругой — Мариной Расковой училась в школе авиационных лётчиков.
После войны проживала в Москве. Была замужем за Анатолием Левашовым (1911—1983), тоже лётчиком, полковником авиации.
Умерла 5 января 1997 года в Москве. Была похоронена на семейном участке Введенского кладбища рядом с родителями и мужем.
Была награждена орденами Отечественной войны 2-й степени и Красной Звезды, а также медалями, в числе которых «За оборону Кавказа». Автор книги о Марине Расковой.